# Moravskoslezská fotbalová liga 2010/2011
V soubojích dvacátého ročníku Moravskoslezské fotbalové ligy 2010/11 se utkalo 16 týmů každý s každým dvoukolovým systémem podzim–jaro. Tento ročník začal v sobotu 7. srpna 2010 úvodními čtyřmi zápasy 1. kola a skončil v sobotu 18. června 2011 zbývajícími třemi zápasy 30. kola.
Po podzimní části ze soutěže odstoupil klub FC Vítkovice, čímž se stal prvním sestupujícím, jeho výsledky byly anulovány a soutěž byla dohrána s 15 účastníky. Do II. ligy postoupil vítěz, krom Vítkovic, které fakticky zanikly, sestoupil také poslední Slavičín.

## Nové týmy v sezoně 2010/11
- Ze II. ligy 2009/10 sestoupila do MSFL mužstva FC Vítkovice a SFC Opava.
- Z Divize D 2009/10 postoupilo mužstvo 1. FC Slovácko „B“ (2. místo), z Divize E 2009/10 postoupilo vítězné mužstvo FC Tescoma Zlín „B“ a SK Spartak Hulín (3. místo).

## Nejlepší střelec
Nejlepším střelcem ročníku se stal útočník Zdeněk Klesnil z Opavy, který soupeřům nastřílel 14 branek.

## Účastníci ročníku 2010/11
- Ze 2. ligy 2009/10 sestoupila mužstva FC Vítkovice a SFC Opava.
- Do 3. nejvyšší soutěže se z Divize D 2009/10 dostalo 1. FC Slovácko „B“ (skončilo druhé za Šardicemi), z Divize E 2009/10 postoupil jak vítěz FC Tescoma Zlín „B“, tak třetí SK Spartak Hulín.

## Konečná tabulka
Zdroj: 
| Poř. | Tým                        | Z  | V  | R | P  | VG | OG | B  |
| ---- | -------------------------- | -- | -- | - | -- | -- | -- | -- |
| 1.   | Slezský FC Opava (S)       | 28 | 21 | 6 | 1  | 62 | 13 | 69 |
| 2.   | 1. HFK Olomouc             | 28 | 19 | 5 | 4  | 53 | 13 | 62 |
| 3.   | Fotbal Frýdek-Místek       | 28 | 14 | 6 | 8  | 50 | 35 | 48 |
| 4.   | SK Hanácká Slavia Kroměříž | 28 | 12 | 6 | 10 | 38 | 37 | 42 |
| 5.   | SK Sigma Olomouc „B“       | 28 | 12 | 6 | 10 | 36 | 30 | 42 |
| 6.   | SK Uničov                  | 28 | 11 | 8 | 9  | 36 | 36 | 41 |
| 7.   | FC Tescoma Zlín „B“ (N)    | 28 | 10 | 7 | 11 | 37 | 41 | 37 |
| 8.   | SK Sulko Zábřeh            | 28 | 11 | 4 | 13 | 38 | 41 | 37 |
| 9.   | FC Vysočina Jihlava „B“    | 28 | 9  | 9 | 10 | 40 | 46 | 36 |
| 10.  | MSK Břeclav                | 28 | 8  | 9 | 11 | 24 | 31 | 33 |
| 11.  | FC Zbrojovka Brno „B“      | 28 | 9  | 5 | 14 | 39 | 41 | 32 |
| 12.  | SK Spartak Hulín (N)       | 28 | 9  | 4 | 15 | 37 | 50 | 31 |
| 13.  | 1. FC Slovácko „B“ (N)     | 28 | 9  | 4 | 15 | 31 | 50 | 31 |
| 14.  | SK Líšeň                   | 28 | 8  | 6 | 14 | 29 | 42 | 30 |
| 15.  | FC TVD Slavičín            | 28 | 2  | 7 | 19 | 17 | 61 | 13 |
| 16.  | FC Vítkovice (S)           | –  | –  | – | –  | –  | –  | –  |

Poznámky:
- Z = Odehrané zápasy; V = Vítězství; R = Remízy; P = Prohry; VG = Vstřelené góly; OG = Obdržené góly; B = Body; (S) = Mužstvo sestoupivší z vyšší soutěže; (N) = Mužstvo postoupivší z nižší soutěže (nováček)
- O pořadí na 4. a 5. místě rozhodla bilance vzájemných zápasů: Kroměříž – Olomouc B 2:1, Olomouc B – Kroměříž 0:0
- O pořadí na 7. a 8. místě rozhodla bilance vzájemných zápasů: Zlín B – Zábřeh 1:0, Zábřeh – Zlín B 1:1
- O pořadí na 12. a 13. místě rozhodla bilance vzájemných zápasů: Hulín – Slovácko B 5:2, Slovácko B – Hulín 0:4
- Klub FC Vítkovice ze soutěže odstoupil a po sezoně prodal divizní práva Prostějovu.

|  | Postup do II. ligy 2011/12 |
|  | Sestup do Divize E 2011/12 |

## Soupisky mužstev

### SFC Opava
Josef Květon (2/0/0),
Otakar Novák (26/0/19) –
Petr Cigánek (28/1),
Vladimír Čáp (28/4),
René Formánek (24/1),
Michal Furik (1/0),
Jiří Furik (1/0),
Milan Halaška (27/11),
Aleš Chmelíček (16/7),
Rostislav Kiša (5/0),
Zdeněk Klesnil (23/14),
Lubor Knapp (26/2),
Jaroslav Kolínek (27/0),
David Korčián (5/1),
Lukáš Křeček (10/3),
Martin Neubert (6/0),
Zdeněk Partyš (26/3),
Lumír Sedláček (8/0),
Jan Schaffartzik (5/1),
Roman Švrček (7/1),
Michal Vyskočil (26/4),
Robin Wirth (16/1),
Václav Zapletal (23/2),
Dušan Žmolík (19/6) –
trenér Josef Mazura

## Výsledky
|                            | OPA | VIT | HFK | BRE | OLO | UNI | FRM | ZAB | BRN | SLA | SLO | JIH | KRO | LIS | ZLN | HUL |
| -------------------------- | --- | --- | --- | --- | --- | --- | --- | --- | --- | --- | --- | --- | --- | --- | --- | --- |
| Slezský FC Opava           | —   |     | 0:1 | 1:0 | 3:0 | 3:1 | 1:1 | 1:0 | 4:3 | 9:0 | 4:0 | 1:0 | 4:1 | 2:2 | 4:0 | 1:0 |
| FC Vítkovice               |     | —   |     |     |     |     |     |     |     |     |     |     |     |     |     |     |
| 1. HFK Olomouc             | 0:1 |     | —   | 0:1 | 1:0 | 4:1 | 1:1 | 3:0 | 1:0 | 3:0 | 3:0 | 2:0 | 3:0 | 2:0 | 3:0 | 3:1 |
| MSK Břeclav                | 0:2 |     | 0:0 | —   | 0:2 | 1:0 | 1:1 | 2:0 | 2:1 | 1:0 | 0:2 | 1:1 | 0:0 | 3:0 | 0:0 | 4:1 |
| SK Sigma Olomouc „B“       | 0:0 |     | 2:1 | 1:0 | —   | 4:0 | 1:2 | 3:2 | 4:1 | 3:0 | 1:0 | 1:2 | 0:0 | 2:1 | 1:2 | 0:0 |
| SK Uničov                  | 0:1 |     | 0:0 | 1:1 | 1:0 | —   | 2:2 | 3:0 | 0:1 | 1:1 | 3:2 | 1:1 | 3:0 | 1:0 | 3:1 | 1:1 |
| Fotbal Frýdek-Místek       | 0:3 |     | 2:1 | 2:0 | 0:1 | 0:1 | —   | 1:3 | 2:0 | 1:0 | 2:1 | 5:2 | 1:1 | 5:1 | 4:1 | 4:0 |
| SK Sulko Zábřeh            | 1:3 |     | 0:3 | 2:0 | 2:2 | 1:1 | 2:1 | —   | 3:2 | 3:2 | 2:1 | 3:0 | 1:3 | 4:1 | 1:1 | 2:1 |
| FC Zbrojovka Brno „B“      | 2:2 |     | 0:3 | 0:0 | 1:3 | 1:2 | 0:1 | 0:0 | —   | 2:0 | 1:1 | 4:1 | 3:1 | 3:2 | 2:1 | 5:1 |
| FC TVD Slavičín            | 0:2 |     | 1:5 | 0:2 | 1:1 | 0:1 | 1:5 | 1:0 | 0:2 | —   | 2:0 | 0:0 | 0:4 | 1:1 | 1:1 | 1:1 |
| 1. FC Slovácko „B“         | 0:2 |     | 0:2 | 3:0 | 0:0 | 2:3 | 2:2 | 0:4 | 1:0 | 2:1 | —   | 3:1 | 4:0 | 2:0 | 2:0 | 0:4 |
| FC Vysočina Jihlava „B“    | 0:1 |     | 2:2 | 2:2 | 2:0 | 0:0 | 2:3 | 2:1 | 2:1 | 3:1 | 0:0 | —   | 3:1 | 1:1 | 2:2 | 3:2 |
| SK Hanácká Slavia Kroměříž | 1:1 |     | 0:1 | 2:2 | 2:1 | 1:0 | 2:0 | 2:0 | 0:0 | 4:1 | 0:1 | 2:1 | —   | 2:1 | 2:0 | 2:0 |
| SK Líšeň                   | 0:0 |     | 0:0 | 1:0 | 0:2 | 5:3 | 0:1 | 1:0 | 0:2 | 2:1 | 2:0 | 3:0 | 2:1 | —   | 1:2 | 1:0 |
| FC Tescoma Zlín „B“        | 0:2 |     | 1:3 | 2:1 | 4:0 | 2:0 | 3:1 | 1:0 | 2:1 | 1:1 | 3:0 | 1:2 | 1:2 | 0:0 | —   | 1:1 |
| SK Spartak Hulín           | 0:1 |     | 0:2 | 4:0 | 2:1 | 1:3 | 2:0 | 0:1 | 2:0 | 1:0 | 5:2 | 1:5 | 3:2 | 2:1 | 1:4 | —   |